# 自由和社会主义党
自由和社会主义党（土耳其語：Özgürlük ve Sosyalizm Partisi，缩写为ÖSP）是土耳其的一个以库尔德人为基础的民主社会主义和联邦主义政党。该党是非法政党库尔德斯坦共产党创建的合法组织。